# 스매쉬캐스트
스매쉬캐스트(Smashcast.tv)는 게임 스트리밍 플랫폼인 아주부와 히트박스가 2017년 5월 합병하여 만들어진 사이트이다.

## 역사
아주부는 히트박스 2017년 1월에 인수한다고 발표했다. 당시에 "우리는 자체 개발 기술과 기술 파트너 관계 및 비디오 게임 라이브 스트리밍의 한계를 뛰어넘는 열정적인 팀에 힘입어 모바일 사용자 경험 및 수익 창출 기술 최적화에 중점을 둔 새로운 플랫폼을 출시한다"고 발표했다.
2017년 5월 9일 아주부와 히트박스 사이트를 종료하고 스매쉬캐스트로 이전했다. e스포츠에 중점을 둔 이 서비스는 "Hype-o-Meter"(e스포츠팬들이 가장 좋아하는 팀을 응원하는 데 도움이 되는 시청자 참여 기능), 모든 프로필 페이지의 피드와 디스코드와의 통합과 같은 새로운 기능을 발표했다. 레드불과의 인터뷰에서 CEO 마이크 맥가비는 스매쉬캐스트가 "아시아권을 제외한 최대의 독립 e스포츠 방송사"이며 1,000만 명을 넘는 사용자가 있다고 밝혔다.

## 같이 보기
- 라이브 스트림
- 메이저 리그 게이밍
- 트위치
- 유스트림
- 믹서
- 유튜브 게이밍